# David Rounds
David Rounds (New York, 9 ottobre 1933 – Contea di Ulster, 9 dicembre 1983) è stato un attore statunitense.
Attivo soprattutto in campo teatrale, ha vinto il Drama Desk Award ed il Tony Award al miglior attore non protagonista in un'opera teatrale per la sua interpretazione nella pièce Morning's at Seven a Broadway nel 1980. Ha servito come tenente della marina statunitense durante la Guerra di Corea.
È morto a cinquantatré anni di cancro, nel 1983.

## Filmografia parziale
- Spirale d'odio (Child's Play), regia di Sidney Lumet (1972)
- Il re degli zingari (King of the Gypsies), regia di Frank Pierson (1978)
- Jeans dagli occhi rosa (So Fine), regia di Andrew Bergman (1981)
- Il grigio e il blu (The Blue and the Gray), regia di Andrew V. McLaglen – miniserie TV, 3 puntate (1982)